# 蔡奕琛
蔡奕琛（？—1654年），字韞先，晚號是庵居士，浙江德清人，明朝政治人物，進士出身。

## 生平
万历四十三年（1615年）舉乙卯科浙江鄉試，萬曆四十四年（1616年）聯捷进士。崇祯年间，任刑部侍郎。丁忧在家时，行贿大学士薛国观。崇祯十三年（1640年）薛国观纳贿事发，他因此被逮捕入狱。蔡奕琛讦攻复社人士张溥、张采遥握朝政、结党乱政，说自己行贿罪因张溥而起。南明建立，弘光帝命他为吏部右侍郎。弘光元年（1645年）兼东阁大学士，不久晋升礼部尚书兼文渊阁大学士。五月，清朝军队攻陷南京，蔡奕琛与王铎、钱谦益一起迎降。

## 家族
子蔡启僔，康熙九年（1670年）状元。